# Império do Divino Espírito Santo da Ginjeira

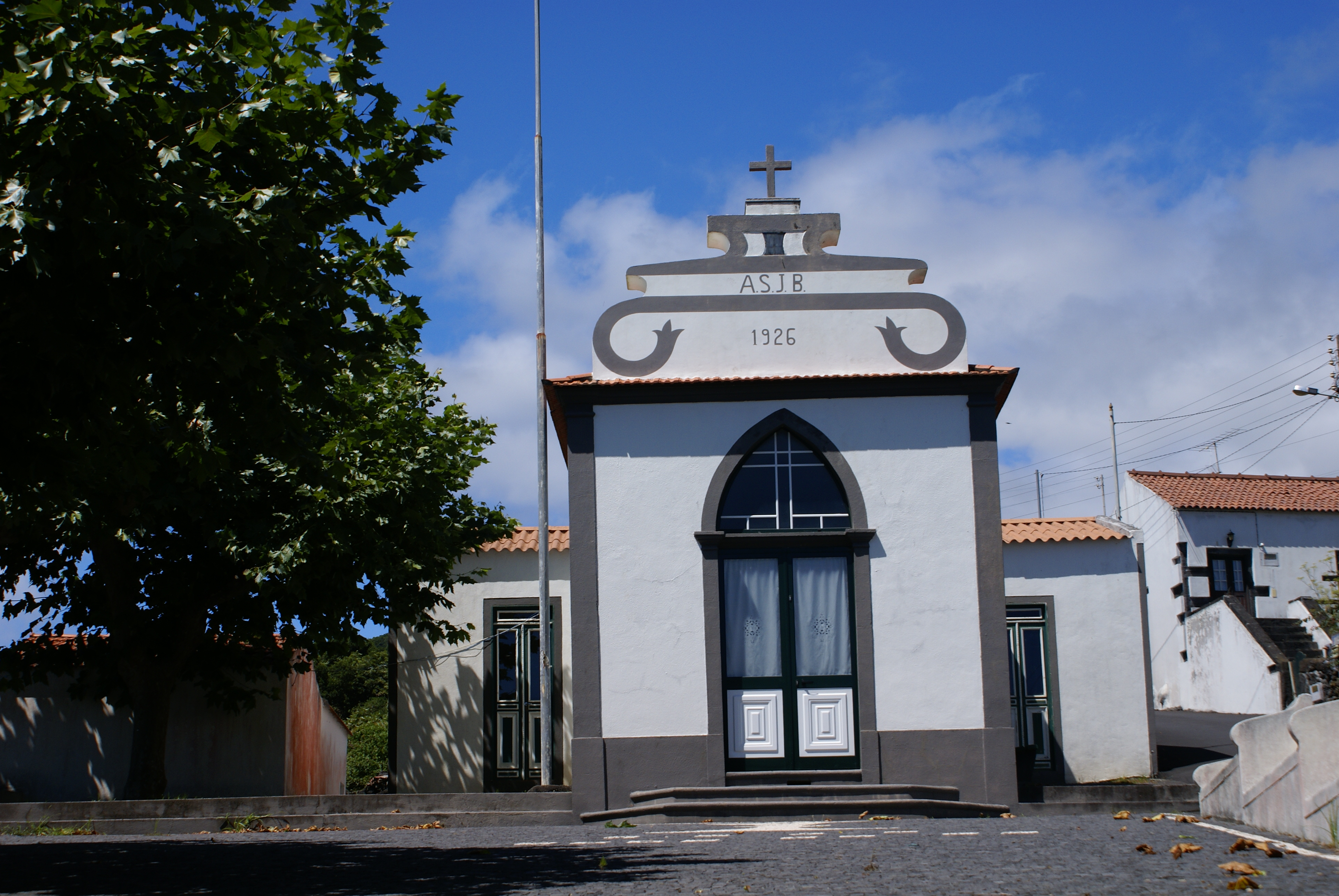
Império do Espirito Santo da Ginjeira.

O Império do Divino Espírito Santo da Ginjeira é um Império do Espírito Santo português que se localiza no lugar da Ginjeira, na freguesia de São Mateus, concelho da Madalena do Pico, ilha do Pico, arquipélago dos Açores.
A data de construção deste império do Divino recua ao século XX, mais precisamente ao ano de 1926.